# Eurycope iphthima
Eurycope iphthima är en kräftdjursart som beskrevs av Wilson 1981. Eurycope iphthima ingår i släktet Eurycope och familjen Munnopsidae. Inga underarter finns listade i Catalogue of Life.